# La condanna (romanzo)
La condanna (I støv og aske) è un romanzo poliziesco dell'autrice norvegese Anne Holt, il decimo dedicato alle vicende di Hanne Wilhelmsen.
Il libro è stato tradotto in inglese, svedese, tedesco, finlandese e italiano.

## Trama
Kjell Bonsaksen sta per andare in pensione e, in tanti anni passati in Polizia, solo un caso gli è rimasto sulla coscienza: quello della condanna di Jonas Abrahamsen, per l'uccisione della moglie Anna. Perciò porta a Henrik Holme tutta la documentazione affinché la esamini e decida di conseguenza. Jonas ha scontato otto anni di carcere e non si è mai difeso, pur continuando a dichiararsi innocente. Il movente, secondo la passata indagine, sarebbe stato il denaro, dato che, in seguito alla morte della figlioletta di tre anni, investita, la coppia non aveva retto al dolore e Anna, separandosi da Jonas, lo avrebbe lasciato in assoluta povertà, essendo lei la detentrice del patrimonio e lui quasi un fallito, incapace di riprendersi e lavorare dopo l'atroce perdita. Mentre Jonas veniva condannato, la sorella di Anna, Benedikte, ereditava tutto, ma Bonsaksen si era sempre chiesto se fosse stata compiuta un'ingiustizia.
Dal canto suo, Hanne apprende della morte di Iselin Havørn, una giornalista molto celebre, in apparenza suicidatasi a causa di una terribile pressione mediatica quando si era scoperto che, con il nicknamen di Tyrfing, animava i social con idee razziste. La donna si era lasciata dietro una lettera di congedo ed era stata sepolta in fretta e in segreto dalla coniuge Maria Kvam. In seguito alla scoperta di un gruppo estremista e alla cattura di sedici responsabili di attentati con molte vittime, il persistere di atteggiamenti di razzismo violento veniva respinto dall'opinione pubblica e Iselin sembrava non aver retto alla condanna morale di tanta gente.
Sia Hanne che Henrik sono privi di qualsiasi autorizzazione per far luce sui due casi e le indagini hanno un corso pressoché segreto. Ben presto emerge un fattore comune alle due morti: Benedicte, sorella di Anna Abrahamsen, è anche Maria  Kvan, compagna di Iselin. Anche in questo secondo caso, la donna ha beneficiato totalmente dell'eredità di Iselin. Inoltre, dopo un gesto assai rischioso, Hanne riesce a parlare con Kari Thue (altra giornalista molto agguerrita contro l'immigrazione) e scopre che quest'ultima aveva una relazione con Iselin che avrebbe distrutto il matrimonio con  Maria. Per finire, Iselin si portava dall'infanzia un grave disturbo: era dislessica e si affidava ad altri quando doveva scrivere; era quindi molto improbabile che avesse scritto la lettera in cui dichiarava di voler morire.
A ingarbugliare ulteriormente le cose, una bimba di tre anni, Hedda Bengtson, scompare improvvisamente e si teme che il rapimento sia a scopo di estorsione: infatti il nonno della piccina ha appena vinto una somma molto elevata di denaro. Mentre i media  si occupano totalmente di questo caso, Hanne ed Henrik si rivolgono al capo della Omicidi Silje Sørensen per comunicarle quanto hanno scoperto. La reazione iniziale di Silje è piuttosto irata: non esita a considerare i due come impiccioni, salvo poi ricredersi, constatando quanto gli investigatori ufficiali avessero errato. Una perquisizione in casa di Maria Kvam conduce faticosamente al ritrovamento delle prove più importanti: Anna si era tolta la vita ed era autrice della lettera (e di altri documenti), mentre Iselin era stata avvelenata con farmaci sottratti a Kari Thue. Mentre la colpevole è assicurata alla giustizia, si risolve anche il caso della piccola Hedda.

## Edizioni in italiano
- Anne Holt, La condanna, traduzione di Margherita Podestà Heir, Torino: Einaudi, 2018
- Anne Holt, La condanna, traduzione di Margherita Podestà Heir, Roma: GEDI, ©2019